# 岩木山謙治郎
岩木山 謙治郎（いわきやま けんじろう、1895年11月18日 - 1935年11月2日）は、山形県東置賜郡川西町出身で清見潟部屋、山科部屋に所属した力士。本名は鈴木 謙次。173cm、90kg。最高位は東前頭15枚目。得意技は突っ張り、左四つ、寄り。

## 来歴
1920年5月幕下付出で初土俵、1922年5月十両昇進。十両と幕下との往復が長かったが、1929年5月入幕を果たすが、1930年10月には廃業した。

## 成績
- 通算成績：101勝99敗21休2分 勝率.505
- 幕内成績：5勝8敗9休 勝率.385
- 通算在位：29場所
- 幕内在位：2場所
- 各段優勝
  - 幕下優勝：1回（1923年5月場所）
  - 三段目優勝：1回（1921年5月場所）

### 場所別成績
| 1920年 （大正9年） | x                      | x                | 幕下付出 3–2           | x                      |
| 1921年 （大正10年） | 東幕下32枚目 2–3       | x                | 西三段目2枚目 優勝 5–0 | x                      |
| 1922年 （大正11年） | 西幕下21枚目 4–1       | x                | 西十両14枚目 2–3       | x                      |
| 1923年 （大正12年） | 西幕下3枚目 4–5–1      | x                | 西幕下10枚目 優勝 6–0  | x                      |
| 1924年 （大正13年） | 西十両6枚目 1–4        | x                | 東幕下11枚目 2–4       | x                      |
| 1925年 （大正14年） | 東幕下13枚目 3–2 1引分 | x                | 東幕下5枚目 5–0 1引分  | x                      |
| 1926年 （大正15年） | 東十両6枚目 3–3        | x                | 西幕下2枚目 4–2        | x                      |
| 1927年 （昭和2年） | 東十両10枚目 4–2       | 東十両10枚目 4–7 | 西十両6枚目 4–2        | 西幕下筆頭 4–2         |
| 1928年 （昭和3年） | 東十両3枚目 5–6        | 東幕下3枚目 4–2  | 東十両3枚目 6–5        | 東十両3枚目 5–6        |
| 1929年 （昭和4年） | 東十両3枚目 5–6        | 東十両3枚目 7–4  | 東前頭15枚目 5–6       | 東前頭15枚目 0–2–9     |
| 1930年 （昭和5年） | 西十両3枚目 0–0–11     | 西十両3枚目 1–10 | 東幕下3枚目 2–5        | 東幕下3枚目 引退 1–5–0 |
| 各欄の数字は、「勝ち-負け-休場」を示す。 優勝 引退 休場 十両 幕下 三賞：敢=敢闘賞、殊=殊勲賞、技=技能賞 その他：★=金星 番付階級：幕内 - 十両 - 幕下 - 三段目 - 序二段 - 序ノ口 幕内序列：横綱 - 大関 - 関脇 - 小結 - 前頭（「#数字」は各位内の序列） |                        |                  |                        |                        |

## 改名歴
- 大岩 建二（おおいわ けんじ）1920年5月場所 - 1922年1月場所
- 岩木山 謙二（いわきやま けんじ）1922年5月場所 - 1923年5月場所
- 岩木山 謙治郎（いわきやま けんじろう）1924年1月場所 - 1930年10月場所